# Centrale des Rapides-des-Cœurs
La centrale des Rapides-des-Cœurs est une centrale hydroélectrique et un barrage érigés sur la rivière Saint-Maurice par Hydro-Québec, près de Windigo, dans la région administrative de la Mauricie, au Québec. Cette centrale et celle de la Chute-Allard située en amont, ont été mises en service en 2008. Les travaux d'aménagement se sont terminés en 2009.
La centrale hydroélectrique des Rapides-des-Cœurs délivre une puissance de 76 MW. Le barrage principal est en enrochement implanté sur la rivière. La prise d’eau comporte six pertuis et six conduites forcées permettant l’alimentation des six groupes turbines-alternateurs de type Kaplan. La hauteur de chute est de 22,50 m. L’évacuateur de crues est doté de vannes. Hydro-Québec assure une gestion du débit écologique de la rivière.

## Géographie
La centrale des Rapides-des-Cœurs est située à 108 km (par la route) au nord-ouest de La Tuque, et celle de la Chute-Allard à 120 km. Elle est située aux points kilométriques 264 et 265 de la rivière Saint-Maurice, en amont du Réservoir Blanc. Les rapides s'étendaient sur plus d'un kilomètre. Une île rocheuse situait au point kilométrique 264,5.
À partir de La Tuque, l'accès se fait par la route 25, jusqu'au kilomètre 60. À partir de cette intersection, un chemin forestier existant à cause des opérations forestières, aboutit sur la rive droite des Rapides-des-Cœurs après un trajet d'un peu plus de 27 km.
La centrale hydroélectronique des Rapides-des-Cœurs est située à 3,5 km au nord-ouest de la localité de Windigo, en Haute-Mauricie et en aval de la réserve Wemotaci. Le secteur compris entre les Rapides-des-Cœurs et la Chute-Allard fait partie du territoire non organisé de la Rivière-Windigo. Les forêts du secteur sont surtout de juridiction publique.
Le barrage des Rapides-des-Cœurs crée une retenue d'eau s'étirant sur 20 km vers l'amont, jusqu'à la hauteur de la station ferroviaire de Vandry. Le barrage ennoie une superficie terrestre approximative de 2,2 km2. Le débit maximal de l'eau est estimé à 500 m3/s. L'énergie moyenne annuelle produite est de l'ordre de 460 GWh.
L'électricité produite par les centrales de la Chute-Allard et des Rapides-des-Cœurs est intégrée au réseau de transport d'Hydro-Québec. Une ligne de 230 kV d'une longueur approximative de 60 km raccorde les postes de ces deux centrales au poste de la centrale de Rapide-Blanc, situé en aval sur la rivière Saint-Maurice.
Un pont traversait la rivière Saint-Maurice, juste en amont de la Centrale Rapide-des-Cœurs, durant la période de construction du barrage.

## Histoire
En amont du village de Windigo, la rivière Saint-Maurice comportait deux longs rapides: "Les Grands Cœurs" et "les petits Cœurs". Ils étaient tous deux très dangereux pour les draveurs. Le harnachement de la rivière s'est effectué dans cette zone.
En avril 2005, les autorités provinciales et fédérales ont autorisé la réalisation du projet hydro-électrique de la Chute-Allard et de la centrale des Rapides-des-Cœurs. La construction des aménagements a débuté la même année.
Pour la construction simultanée des centrales de la Chute-Allard et des Rapides-des-Cœurs, un campement commun a été aménagé sur un site déjà déboisé par des activités forestières. Ce campement était situé à 28 km du chantier de la Chute Allard et à 47 km du chantier des Rapides-des-Cœurs.
La construction de cette centrale a requis la relocalisation de la voie ferrée du Canadien National sur près d'un kilomètre, du côté sud de la rivière Saint-Maurice, en aval de la centrale. En sus, un segment de plus de 400 mètres de ce tronçon ferroviaire a été rehaussé et à quelques endroits le remblai de la voie ferrée a été renforcé.
En 2008, les biefs (zones d'immersion) de la Chute Allard et des Rapides-des-Cœurs ont été mis en eau, respectivement du 6 au 9 mai et du 4 au 22 août. La mise en service du dernier groupe a eu lieu le 14 août 2009 à la centrale de la Chute-Allard et le 23 octobre 2009 à celui des Rapides-des-Cœurs.
Hydro-Québec a aménagé des zones peu profondes de milieux humides dans le bief des Rapides-des-Cœurs.